# 高砂蛇
高砂蛇（学名：Euprepiophis mandarinus takasago）又稱為玉斑麗錦蛇、玉帶蛇，为游蛇科錦蛇属的爬行动物，為一種無毒的蛇類。

## 特徵
中、小型蛇類，體長可達1.4米（4英尺7英寸），頭部為橢圓形，有黃黑相間的斑紋，體色呈現灰色，其頭頸部具有三條醒目的黑色橫紋：第一條由吻端沿鼻孔延伸至下吻；第二條位於頭頸交界處，經過眼睛後分成兩支；第三條位於後頭部，形狀如倒置的 V 字，且常與第二條相接。
牠的身體覆有一連串對稱的菱形黑斑，每個黑斑外圍帶有細緻的黃色邊緣，中央則點綴橢圓形斑塊，花紋色彩對比鮮明，辨識度極高。

## 習性
日行性蛇類，無毒，零星出現在本島嘉義以北及花蓮、台東海拔 1000～2000 公尺的山地。性情溫和，不隨意咬人，以老鼠、蜥蜴為主食。

## 繁殖
卵生，產卵期集中於夏季，每次可產下 5 至 16 枚卵。

## 分布
中國南部、台灣、緬甸、寮國、越南、印度等地。

## 保護
高砂蛇目前被台灣政府列入二級「珍貴稀有」保育類野生動物。